# Niemieńsko-Zamek
Niemieńsko-Zamek est une localité polonaise de la gmina mixte de Drawno, située dans le powiat de Choszczno en voïvodie de Poméranie-Occidentale. Elle se trouve à environ 24 km à l'est de la ville de Choszczno et 81 km à l'est de Szczecin, la capitale régionale. 

## Géographie

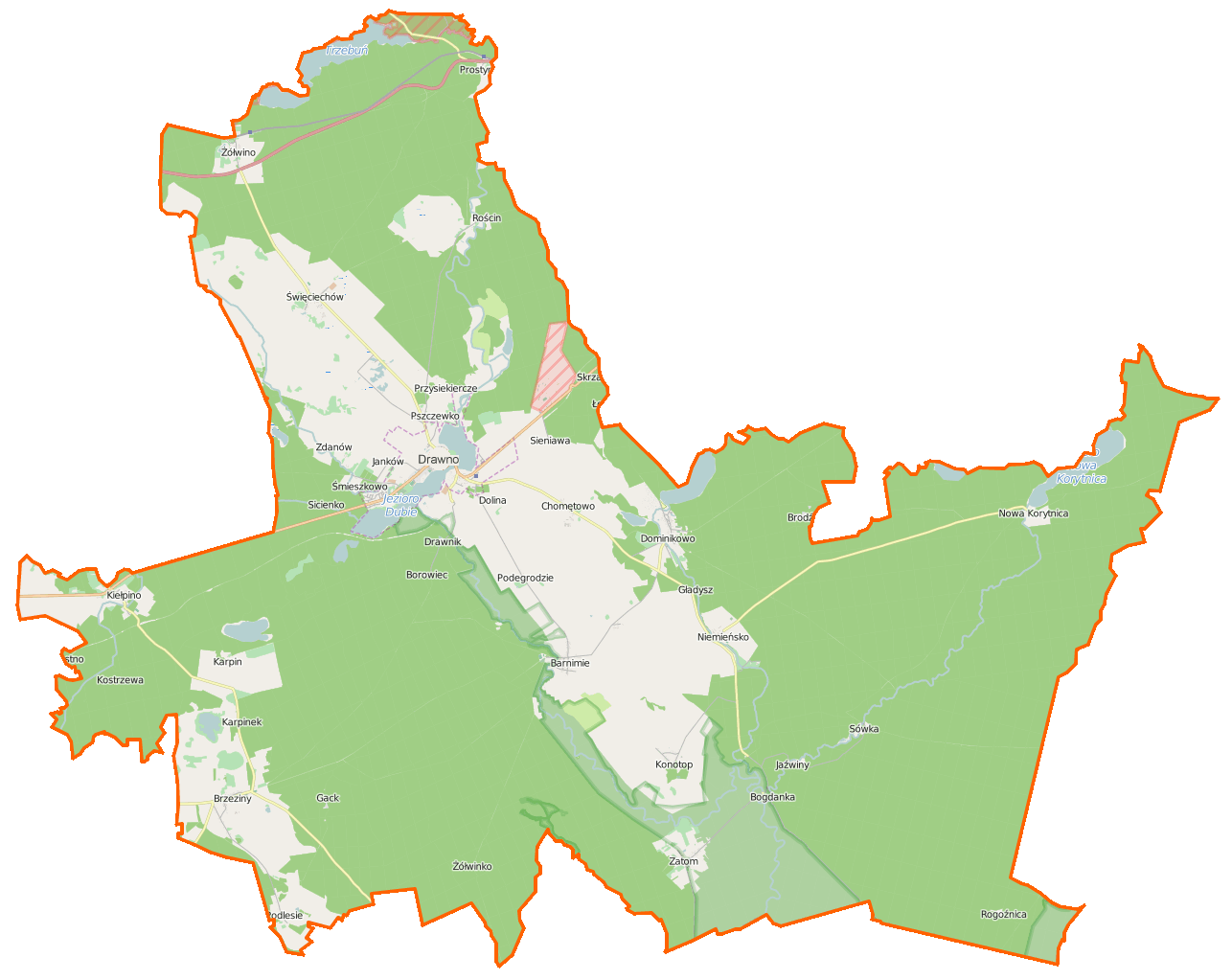
Carte de la gmina de Drawno.